# Linea di cintura di Lisbona
La linea di cintura (in portoghese linha de Cintura) è il più importante collegamento tra le linee ferroviarie della città di Lisbona in Portogallo utilizzato anche dalle varie rotte suburbane. Storicamente è legata alla sezione suburbana della ferrovia di Sintra. Venne aperta nelle sue varie sezioni tra il 1887 e il 1891.
Con circa 12 km di percorso semicircolare collega tra loro le linee il cui punto di arrivo è Lisbona: ferrovia di Cascais, ferrovia del Sud, ferrovia di Sintra/ferrovia dell'Ovest, ferrovia dell'Alentejo (e, in seguito, la Terceira Travessia do Tejo) e la ferrovia del Nord; per alcune di esse è dotata di interconnessioni ("concordância de Sete Rios" e "concordância de Xabregas"). Attraversa tutte le linee della Metropolitana di Lisbona, con interscambio su quattro stazioni di tre linee.

## Storia

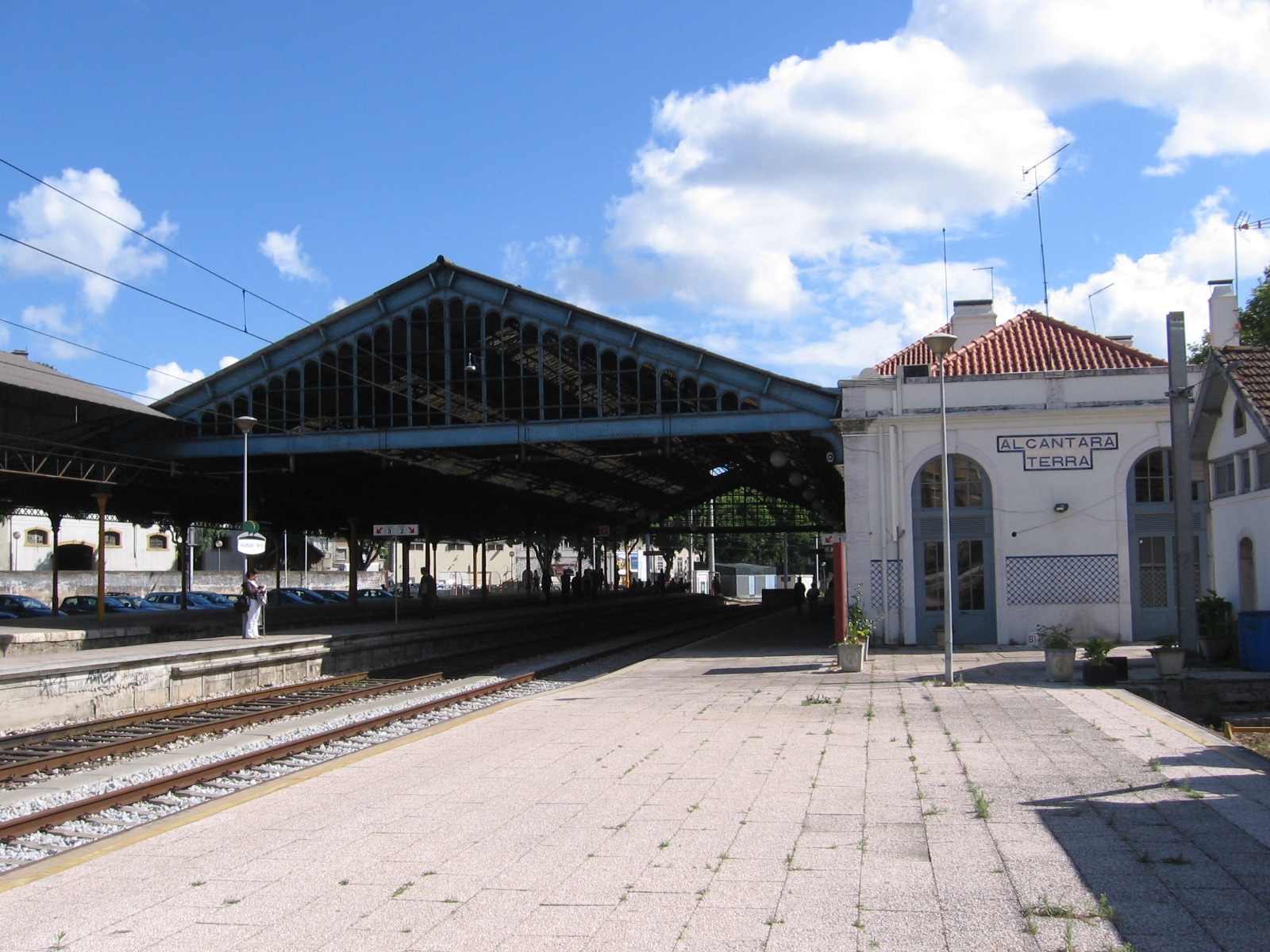
La stazione di Lisbona Alcântara-Terra, terminale sudovest della linea di cintura

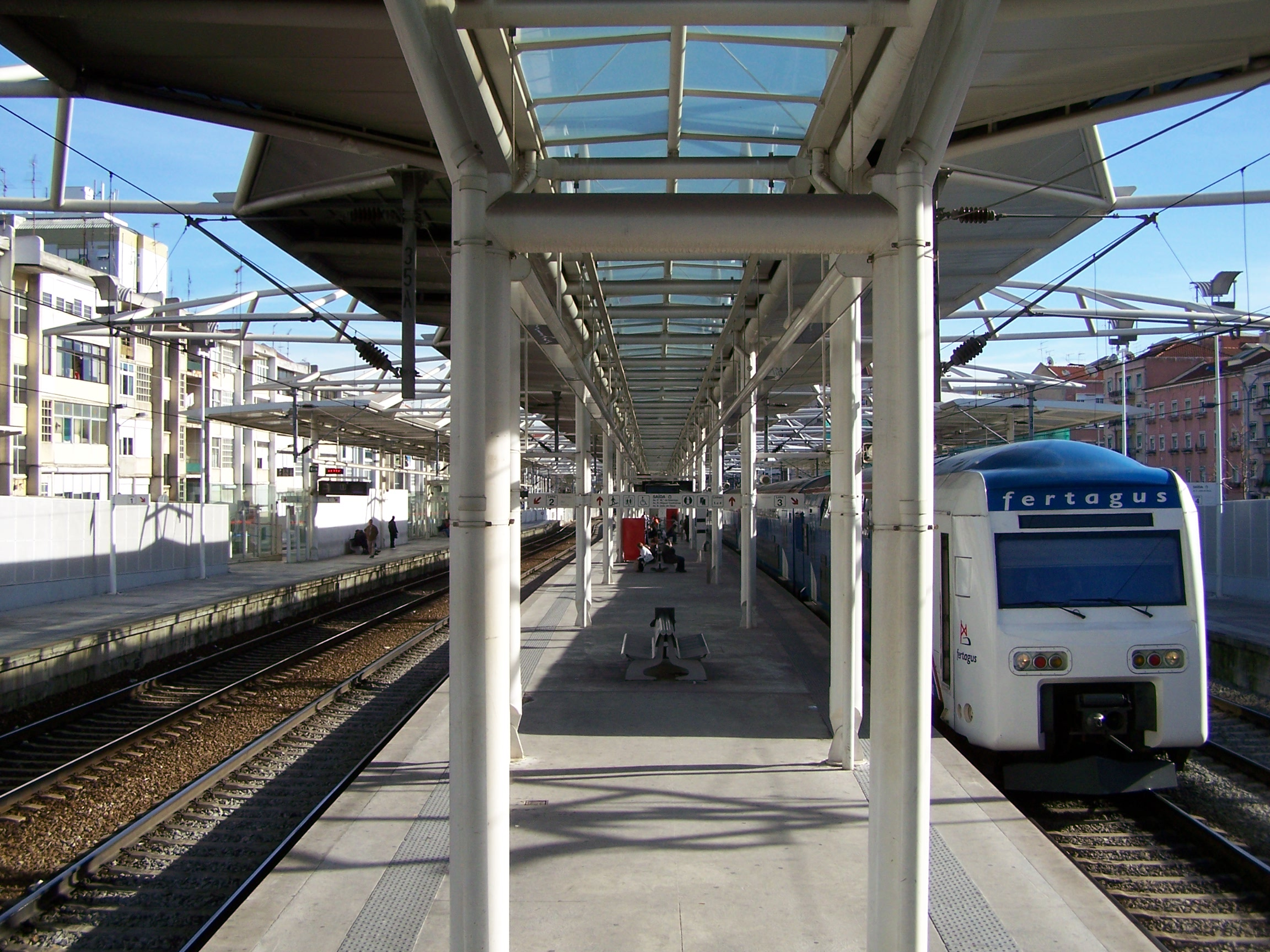
Stazione di Lisbona Roma-Areeiro con treni della Linea di Sintra e treni Fertagus

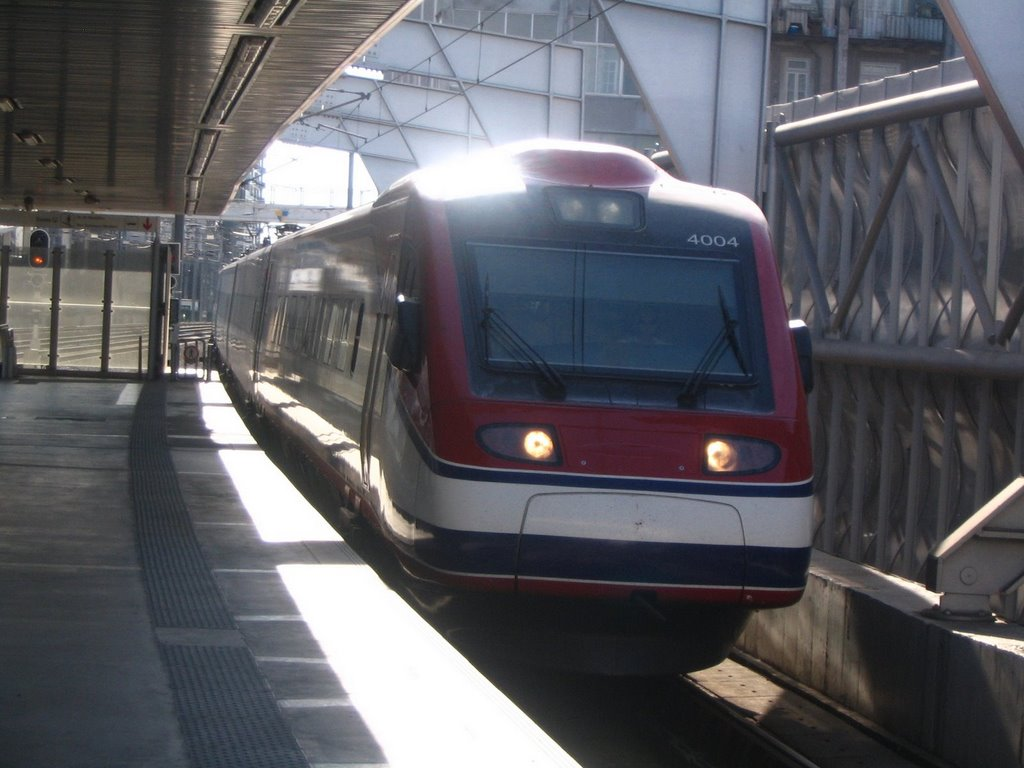
Convoglio Alfa Pendular in transito a Entrecampos

### Prodromi
A Lisbona, prima della linea cintura, all'inizio degli anni settanta del XIX secolo era stato costruito il sistema Larmanjat una monorotaia che connetteva varie località a Lumiar (Lisbona). Nel gennaio 1880 fu presentato in Parlamento un piano per la costruzione di un collegamento ferroviario tra Lisbona e Pombal che, uscendo dalla stazione di Santa Apolónia, passava attraverso la valle di Chelas raggiungendo Torres Vedras. La proposta decadde con la caduta del governo ma, il 31 gennaio 1882, fu presentato un nuovo piano di collegamento tra Alcântara (Lisbona) e la ferrovia del Nord nella stazione di Alfarelos con estensioni a Sintra e Aldeia Galega da Merceana.

### Progetto e realizzazione
La Companhia Real dos Caminhos de Ferro Portugueses, nel 1885, acquisì i diritti di costruzione e gestione di tale ferrovia e aperse al traffico il tratto tra la stazione di Lisbona Alcântara Terra e la stazione di Sintra il 2 aprile 1887 e tra Cacém e Torres Vedras il 21 maggio dello stesso anno; la tratta tra Campolide e Cacém fu raddoppiata nel 1895.
Il 7 luglio 1886 venne rilasciata all'azienda la concessione per costruire una linea, senza alcun sostegno statale, che collegasse la linea orientale, a Xabregas, con la linea occidentale a Benfica (Lisbona); un'altra concessione, pubblicata il 23 luglio dell'anno successivo, autorizzava la realizzazione a doppio binario con due estensioni per il collegamento con la prevista stazione centrale di Lisbona (stazione di Lisbona Rossio). Era prevista anche la costruzione di due raccordi; uno, di Xabregas, tra Chelas e Poço do Bispo per chiudere la connessione a est mentre l'altro, a ovest, per collegare la stazione di Sete Rios a Campolide. La linea tra la statione di Benfica e quella di Santa Apolónia fu aperta all'esercizio il 20 maggio 1888 mentre entrambi i raccordi entrarono in funzione il 5 settembre 1891.
Il tratto tra Campolide e Alcântara-Terra apparteneva alla linea dell'ovest prima della costruzione della galleria e della stazione di Rossio nel 1890.

### Elettrificazione e ammodernamento

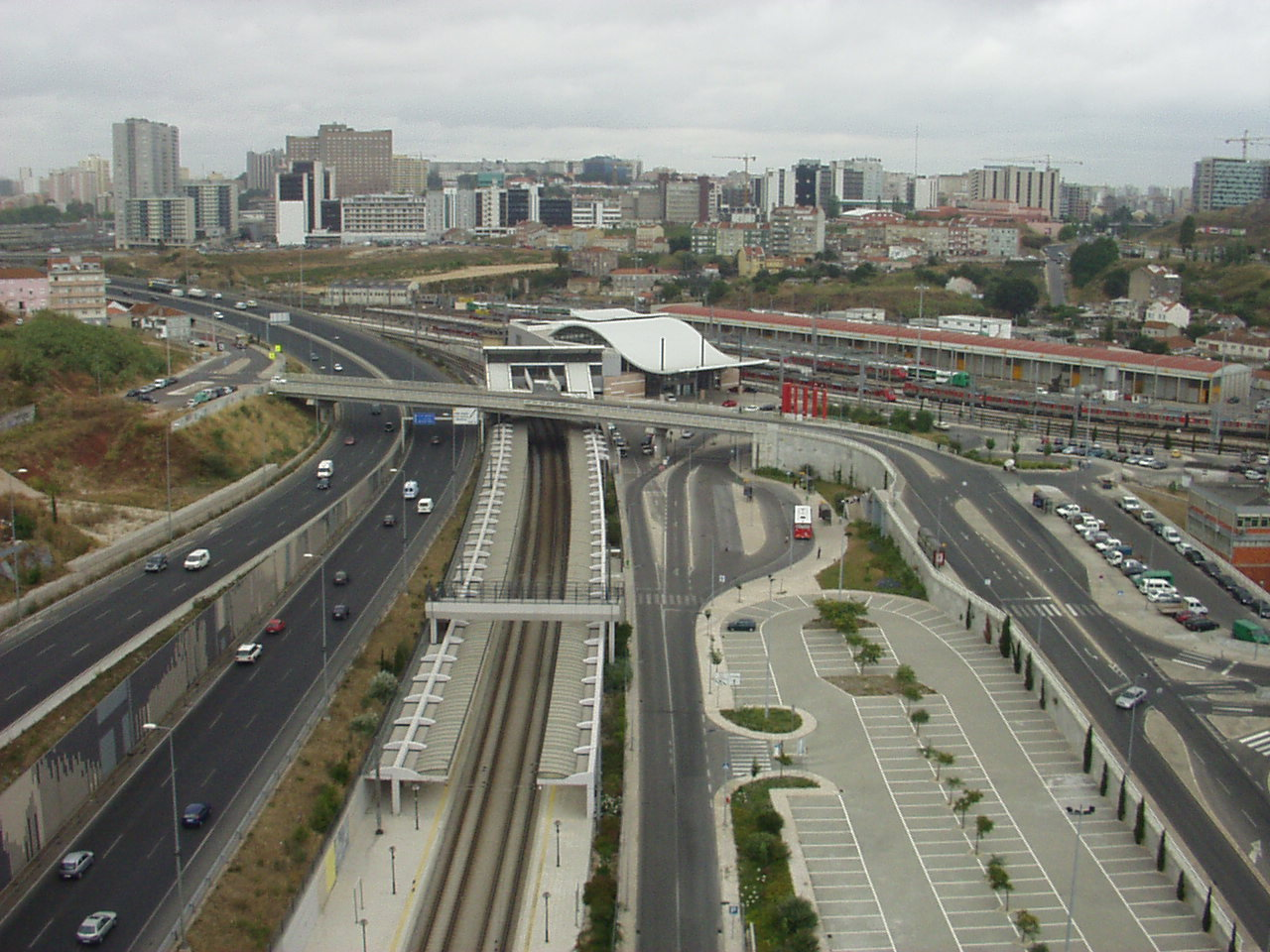
La stazione di Lisbona Campolide con le sue 4 piattaforme (2 per la linea del sud/linea di cintura e 2 per la linea di Sintra) è uno dei punti nevralgici della rete

Dal 28 aprile 1957 la linea di cintura fu elettrificata ad eccezione della tratta ancora a semplice binario tra Campolide e Alcântara-Terra, che veniva utilizzata solo per trasporti occasionali; fu elettrificata dal 1987 e destinata al trasporto passeggeri dal 1992.
Nel 1990 in seguito alla liberalizzazione delle ferrovie portoghesi si attuò un'espansione della linea di cintura che raggiunse gradualmente l'estensione di 3,7 km; tra Campolide e Roma-Areeiro il tracciato venne quadruplicato con l'intento di proseguire fino a Braço de Prata. Fu attuata la completa ristrutturazione delle quattro stazioni di Campolide, Sete Rios, Entrecampos e Roma-Areeiro adeguandone le caratteristiche allo scopo di abbattere le barriere architettoniche e collegarle ai servizi ferroviari metropolitani.
Il 5 settembre 2003 vennero aperti all'esercizio i binari terzo e quarto della tratta tra Entrecampos e il "Terminal Técnico" di Chelas.
La linea di cintura è divenuta la parte più importante della rete ferroviaria di Lisbona, in particolare della zona suburbana che costituisce circa l'80% del traffico.